# Ugly Is Beautiful
Ugly Is Beautiful —en español: Feo es hermoso— es el primer álbum de estudio del rapero estadounidense Oliver Tree. Originalmente estaba programado para su lanzamiento el 27 de marzo de 2020 y luego se retrasó hasta el 12 de junio de 2020 a través de Atlantic Records, antes de retrasarse nuevamente y lanzarse el 17 de julio de 2020. Además del propio Tree, el álbum cuenta con la producción de Andrew Goldstein, David Pramik, Marshmello, NVDES, Rogét Chahayed, Stint y colaborador frecuente Whethan, entre otros. El álbum debutó en el número 14 en el Billboard 200 y en el número uno en la lista Top Rock Albums.

## Antecedentes
Tree comenzó a insinuar Ugly Is Beautiful poco después del lanzamiento del sencillo "Hurt" en diciembre de 2018. Luego se embarcó en una gira con el mismo nombre que el álbum. El 2 de agosto de 2019 lanzó Do You Feel Me?, un EP que contiene seis canciones, cuatro de las cuales aparecen en Ugly Is Beautiful.
El 6 de diciembre de 2019, Tree lanzó el sencillo "Cash Machine" y anunció que Ugly Is Beautiful se lanzaría el 27 de marzo de 2020. Sin embargo, el 25 de marzo, solo dos días antes de la fecha de lanzamiento inicial, se anunció que el álbum se había retrasado debido a la pandemia de COVID-19. Tree anunció en broma que debido a la pandemia, el álbum había sido cancelado y que si bien todavía planeaba lanzarlo "dentro de los próximos 5 a 10 años", por ahora "se retiraba oficialmente".
El 7 de abril de 2020, Tree lanzó "Let Me Down", que anunció en broma como su "última canción y video". Sin embargo, el 19 de mayo de 2020, luego de un breve apagón en las redes sociales, publicó un video en vivo de Instagram en su cuenta que lo mostraba siendo "secuestrado" por alguien, así como una foto de la portada del álbum de Ugly Is Beautiful. El "secuestrador" luego declaró que si la publicación con la portada de su álbum llegaba a los 100.000 comentarios, revelaría la fecha de lanzamiento del álbum. La publicación llegó a 100.000 comentarios en unos 45 minutos solo para que la meta de comentarios se actualizara a 250.000, que también se alcanzó. El "secuestrador" luego actualizó el objetivo de comentarios a 500.000, luego a 1.000.000. Finalmente, una vez que se alcanzó este objetivo, se publicó un video en Instagram en el que Oliver anunció que Ugly Is Beautiful se lanzaría el 12 de junio. Tree luego declaró que si la publicación de la portada del álbum alcanzaba los 2.000.000 de comentarios, lanzaría una nueva canción y música. vídeo. La publicación alcanzó este objetivo el 25 de mayo, y al día siguiente, el 26 de mayo, lanzó el sencillo "Bury Me Alive" junto con pedidos anticipados y una fecha de lanzamiento del álbum para el 12 de junio de 2020.
El 8 de junio de 2020, Tree anunció que había decidido retrasar el álbum una vez más, debido a los problemas de racismo y violencia policial contra los negros en el momento posterior al asesinato de George Floyd y las protestas que lo rodean. Afirmó que "no creía que fuera el momento adecuado" para lanzar el álbum cuando "cosas mucho más importantes" merecían atención. Se reveló que la nueva fecha de lanzamiento es el 17 de julio.

## Version deluxe
El 28 de mayo de 2021 se lanzó una versión deluxe del álbum titulada Ugly Is Beautiful: Shorter, Thicker & Uglier con siete canciones no incluidas en la versión estándar, incluido  "Life Goes On".

## Lista de canciones
| N.º   | Título                        | Escritor(es)                | Producer(s)                 | Duración |  |
| 1.    | «Me, Myself & I»              | Ethan Snoreck               | Nickell                     | 2:53     |  |
| 2.    | «1993» (con Little Ricky ZR3) | Snoreck                     | Nickell                     | 2:39     |  |
| 3.    | «Cash Machine»                | Snoreck                     | Nickell                     | 2:56     |  |
| 4.    | «Let Me Down»                 | Snoreck                     | Nickell                     | 1:51     |  |
| 5.    | «Miracle Man»                 | Nickell                     | Nickell                     | 2:05     |  |
| 6.    | «Bury Me Alive»               | Nickell                     | "Downtown" Trevor Brown     | 2:44     |  |
| 7.    | «Alien Boy»                   | El-Amine Imad Roy           | Imad Royal                  | 2:44     |  |
| 8.    | «Joke's on You!»              | Nickell                     | Nickell                     | 3:11     |  |
| 9.    | «Again & Again»               | Nickell                     | NVDES                       | 2:54     |  |
| 10.   | «Waste My Time»               | Bhattacharyya               | Nickell                     | 3:27     |  |
| 11.   | «Jerk»                        | Marshmello, Nickell, Pramik | Pramik, Marshmello, Nickell | 2:15     |  |
| 12.   | «Hurt»                        | Nickell                     | Nickell                     | 2:25     |  |
| 13.   | «Introspective»               | Nickell                     | Goldstein                   | 2:16     |  |
| 14.   | «I'm Gone»                    | Nickell                     | Wiggins                     | 3:05     |  |
| 37:28 |                               |                             |                             |          |  |

## Posicionamiento en lista
| Lista (2021)                       | Posiciones |
| ---------------------------------- | ---------- |
| Australia (ARIA)                   | 23         |
| Austria (Ö3 Austria)               | 51         |
| Canadá (Billboard Canadian Albums) | 47         |
| Irlanda (IRMA)                     | 38         |
| Nueva Zelanda (Recorded Music NZ)  | 28         |
| Reino Unido (UK Albums Chart)      | 32         |
| Estados Unidos (Billboard 200)     | 14         |